# Clément Villecourt

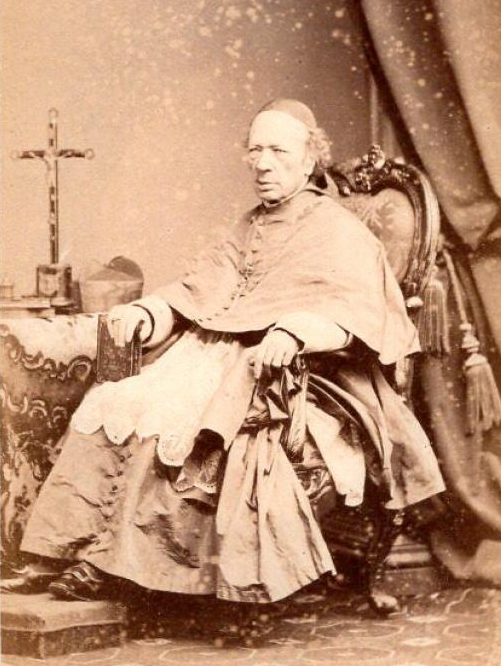
Clément Villecourt (um 1865)

Clément Villecourt (* 9. Oktober 1787 in Lyon; † 17. Januar 1867 in Rom) war ein französischer Kardinal und von 1836 bis 1856 Bischof von La Rochelle.

## Leben
Clément Villecourt stammte aus Lyon und studierte dort drei Jahre Katholische Theologie. Nach seinem Studium empfing er am 21. Dezember 1811 die Priesterweihe. Villecourt übte sein Priesteramt zunächst in Gemeinden im Erzbistum Lyon aus und war ab 1818 als Kaplan in der Krankenhausseelsorge tätig. Ab 1823 war er als Theologe Mitglied des Domkapitels von Meaux, wo er auch Generalvikar wurde. Nach neun Jahren in Meaux ging Villecourt 1832 nach Sens, wo er 1835 Generalvikar der Diözese wurde.
Am 1. Februar 1836 wurde er zum Bischof von La Rochelle ernannt. Die Bischofsweihe spendete ihm am 13. März 1836 der Erzbischof von Sens, Jean-Joseph-Marie-Victoire de Cosnac, Mitkonsekratoren waren Jacques-Louis-David de Séguin des Hons, Bischof von Troyes, und Romain-Frédéric Gallard, Bischof von Meaux. Am 20. Juni 1843 wurde Villecourt Päpstlicher Thronassistent.
Am 17. Dezember 1855 nahm ihn Papst Pius IX. als Kardinalpriester ins Kardinalskollegium auf, drei Tage später bekam er die Titelkirche San Pancrazio fuori le mura zugewiesen. 1856 gab er die Leitung des Bistums La Rochelle ab und wechselte an die römische Kurie.
Clément Villecourt starb als fast 80-Jähriger in Rom. Er wurde in seiner Titelkirche beigesetzt.